# Manito
Manito – wieś w Stanach Zjednoczonych, w stanie Illinois, w hrabstwie Mason.